# Omucukia
Omucukia is een geslacht van spinnen uit de familie mierenjagers (Zodariidae).

## Soorten
Het geslacht kent de volgende soorten:
- Omucukia angusta (Simon, 1889)
- Omucukia madrela (Jocqué, 1991)